# マルコ・フゼル
マルコ・フゼル（Marco Fuser、1991年3月9日 - ）は、プロD2RCマシーに所属するラグビーユニオン選手。

## プロフィール
- イタリア・ヴィッロルバ出身。
- ポジションはロック(LO)。
- 身長 198cm、体重 122kg
- U20イタリア代表に選ばれたことがある[1]。
- イタリア代表キャップは36（2022年1月現在）でラグビーワールドカップ2015のイタリア代表に選ばれた[2]。

## 略歴
モリアーノ、ベネットンを経て、2020年、ニューカッスル・ファルコンズに加入。 
2022年、RCマシーに加入。 